# Antonio Buero Vallejo

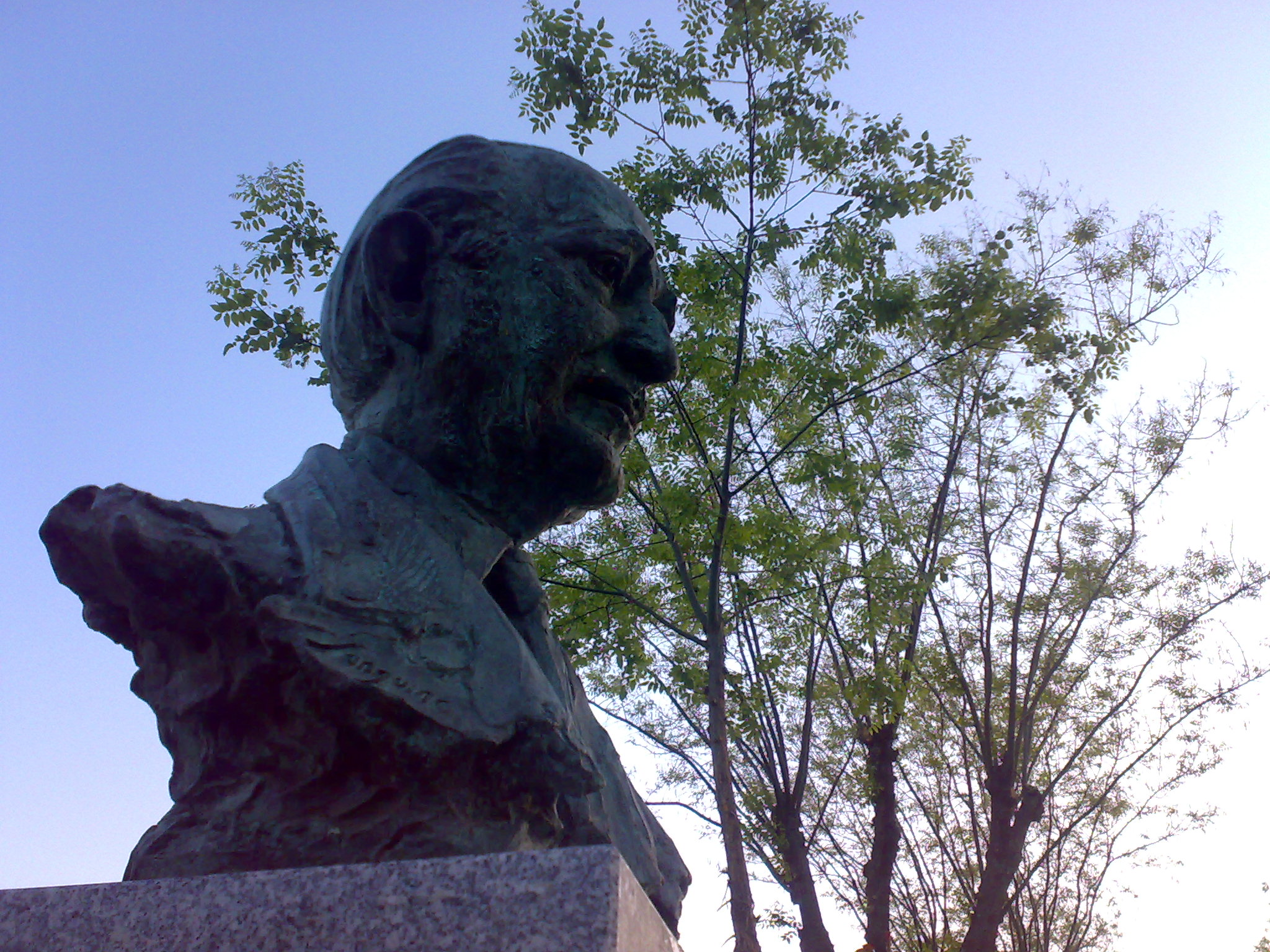
Antonio Buero Vallejo.

Antonio Buero Vallejo född 29 september 1916 i Guadalajara, död 29 april 2000 i Madrid, var en spansk dramatiker.
Buero Vallejo deltog under spanska inbördeskriget på republikanernas sida. 1939 anhölls han och dömdes till döden men benådades 1946.

## Pjäser (i urval)
- Historia de una escalera 1949
- El concierto de San Ovidio 1962
- El tragaluz 1967
- El sueño de la razón 1970
- La doble historia del Doctor Valmy 1970
- La fundación 1974

## Priser och utmärkelser
- Miguel de Cervantes pris 1986